# Johan Herrenberg
J.Z. (Johan) Herrenberg (Amsterdam, 13 juni 1961) is een Nederlands schrijver en columnist.

## Biografie
Herrenberg werd geboren als zoon van een Surinaamse vader en Nederlandse moeder. In 1996 begon Herrenberg aan Door het Oog van de Cycloon, dat zich gaandeweg zou ontwikkelen tot een cyclus. Daarnaast was hij in 2000 voor het Vlaamse blad Yang writer in residence en van 2015 tot en met 2021 columnist van het ingenieursblad Technisch Weekblad.
In 2018 werd het eerste deel van Door het Oog van de Cycloon uitgegeven, onder de naam Nederhalfrond. In 2023 volgde het tweede deel van de cyclus Opperhalfrond.